# Paraxanthobasis unicolor
Paraxanthobasis unicolor là một loài ruồi trong họ Tachinidae.